# Славомир
Славомир (словац. Slavomír; IX століття) — слов'янський князь з династії Моймировичів, який деякий час був правителем Великої Моравії.
У 870 році король Східно-Франкського королівства Людовик II підтримав повстання Святополка I проти свого дядька і сюзерена Ростислава, князя Великої Моравії. Ростислав був схоплений, переданий франкам і засліплений. Однак франки вирішили захопити і східну частину країни, яку Святополк бажав для себе. Після протесту Святополка вони полонили його і спробували завоювати всю країну.
Ця спроба призвела до повстання, очоленого князем Славомиром, якого обрали новим правителем Великої Моравії. Франки швидко звільнили свого колишнього союзника Святополка і послали його з сильними баварськими військами в моравські землі. Незважаючи на великі подарунки та обіцянки від франкського короля, Святополк таємно зв'язався зі Славомиром, який підкорився законному князеві. Святополк прийняв командування над військами Великої Моравії, напав на баварське військо і після рішучої перемоги звільнив всю країну.
| Попередник Ростислав |  | Великоморавський князь 870-871 |  | Наступник Святополк I |